# Isabel Burton
Isabel Burton (nata Arundell; Londra, 20 marzo 1831 – Londra, 22 marzo 1896) è stata una scrittrice ed esploratrice britannica.

## Biografia
Nacque in una famiglia cattolica da Henry Raymond Arundell e da Eliza Gerard. Dopo aver studiato presso Chelmsford alla New Hall School delle canonichesse regolari del Santo Sepolcro di Gerusalemme, nel 1861 sposò senza il consenso della sua famiglia l'esploratore Richard Francis Burton. Le loro nozze furono tra le più studiate dell'età vittoriana, in quanto si celebrarono con rito cattolico e videro l'unione di una cattolica con un anglicano.
Dal 1872 al 1890 la coppia visse a Trieste. Sebbene vivesse sotto l'ombra di suo marito, Lady Burton si rivelò una buona scrittrice: nel 1875 pubblicò Inner Life of Syria, Palestine, and the Holy Land, un'opera in due volumi che si aggiunse agli scritti di suo marito sulla Siria (ai quali collaborò anche lei stessa), poi nel 1879 seguì il racconto di viaggi AEI, Arabia, Egypt, India. Curò la traduzione di suo marito de I Lusiadi del poeta portoghese Luís de Camões, sul quale fu autrice di una recensione, e fu determinante nel successo letterario della traduzione de Le mille e una notte intrapresa dal suo coniuge.
Nel 1891 il governo britannico le assegnò una pensione della civil list di 50 sterline. La sua biografia sul suo defunto marito del 1893 potrebbe apparire distorta per via della selettività con la quale scelse le sue fonti, mentre alcune parti della sua autobiografia incompiuta vennero incluse nel The Romance of Isabel Lady Burton (2 volumi, 1897) da William Henry Wilkins. Morì nel 1896 a Londra e fu sepolta accanto a suo marito nel mausoleo di famiglia a Mortlake, progettato da lei stessa a mo' di tenda araba.

## Ascendenza
|                         |                                       |                              | Genitori                                        |  |  | Nonni |  |  | Bisnonni               |  |  | Trisnonni                                     |  |
|                         |                                       |                              |                                                 |  |  |       |  |  | James Everard Arundell |  |  | Henry Arundell, VI barone Arundell di Wardour |  |
|                         |                                       |                              |                                                 |  |  |       |  |  | James Everard Arundell |  |  | Henry Arundell, VI barone Arundell di Wardour |  |
|                         |                                       | Elizabeth Eleanor Everard    |                                                 |  |  |       |  |  | James Everard Arundell |  |  |                                               |  |
| Thomas Raymond Arundell |                                       |                              |                                                 |  |  |       |  |  | James Everard Arundell |  |  |                                               |  |
|                         |                                       | Ann Wyndham                  | John Wyndham                                    |  |  |       |  |  |                        |  |  |                                               |  |
|                         |                                       | Ann Wyndham                  | John Wyndham                                    |  |  |       |  |  |                        |  |  |                                               |  |
|                         |                                       | Ann Wyndham                  | Anne Barber                                     |  |  |       |  |  |                        |  |  |                                               |  |
| Henry Raymond Arundell  |                                       | Ann Wyndham                  |                                                 |  |  |       |  |  |                        |  |  |                                               |  |
|                         |                                       | Edward Smythe, IV baronetto  | John Smythe, III baronetto                      |  |  |       |  |  |                        |  |  |                                               |  |
|                         |                                       | Edward Smythe, IV baronetto  | John Smythe, III baronetto                      |  |  |       |  |  |                        |  |  |                                               |  |
|                         |                                       | Edward Smythe, IV baronetto  | Constantia Blount                               |  |  |       |  |  |                        |  |  |                                               |  |
| Elizabeth Smythe        |                                       | Edward Smythe, IV baronetto  |                                                 |  |  |       |  |  |                        |  |  |                                               |  |
|                         |                                       | Mary Clifford                | Hugh Clifford, III barone Clifford di Chudleigh |  |  |       |  |  |                        |  |  |                                               |  |
|                         |                                       | Mary Clifford                | Hugh Clifford, III barone Clifford di Chudleigh |  |  |       |  |  |                        |  |  |                                               |  |
|                         |                                       | Mary Clifford                | Elizabeth Blount                                |  |  |       |  |  |                        |  |  |                                               |  |
| Isabel Arundell         |                                       | Mary Clifford                |                                                 |  |  |       |  |  |                        |  |  |                                               |  |
|                         | Robert Cansfield Gerard, IX baronetto | William Gerard, VI baronetto |                                                 |  |  |       |  |  |                        |  |  |                                               |  |
|                         | Robert Cansfield Gerard, IX baronetto | William Gerard, VI baronetto |                                                 |  |  |       |  |  |                        |  |  |                                               |  |
|                         | Robert Cansfield Gerard, IX baronetto | Elizabeth Clifton            |                                                 |  |  |       |  |  |                        |  |  |                                               |  |
| John Gerard             | Robert Cansfield Gerard, IX baronetto |                              |                                                 |  |  |       |  |  |                        |  |  |                                               |  |
|                         |                                       | Catherine Anderton           | William Anderton                                |  |  |       |  |  |                        |  |  |                                               |  |
|                         |                                       | Catherine Anderton           | William Anderton                                |  |  |       |  |  |                        |  |  |                                               |  |
|                         |                                       | Catherine Anderton           | Mary Molyneux                                   |  |  |       |  |  |                        |  |  |                                               |  |
| Eliza Gerard            |                                       | Catherine Anderton           |                                                 |  |  |       |  |  |                        |  |  |                                               |  |
|                         |                                       | Edward Ferrers               | Thomas Ferrers                                  |  |  |       |  |  |                        |  |  |                                               |  |
|                         |                                       | Edward Ferrers               | Thomas Ferrers                                  |  |  |       |  |  |                        |  |  |                                               |  |
|                         |                                       | Edward Ferrers               | Margaret Kempson                                |  |  |       |  |  |                        |  |  |                                               |  |
| Elizabeth Ferrers       |                                       | Edward Ferrers               |                                                 |  |  |       |  |  |                        |  |  |                                               |  |
|                         |                                       | Hester Bird                  | Christopher Bird                                |  |  |       |  |  |                        |  |  |                                               |  |
|                         |                                       | Hester Bird                  | Christopher Bird                                |  |  |       |  |  |                        |  |  |                                               |  |
|                         |                                       | Hester Bird                  | …                                               |  |  |       |  |  |                        |  |  |                                               |  |
|                         |                                       | Hester Bird                  |                                                 |  |  |       |  |  |                        |  |  |                                               |  |